# Tennis in the Land 2023 - Qualificazioni singolare
Le qualificazioni del singolare femminile del Tennis in the Land 2023 sono un torneo di tennis preliminare per accedere alla fase finale della manifestazione. Le vincitrici dell'ultimo turno entrano di diritto nel tabellone principale. In caso di ritiro di una o più giocatrici aventi diritto a queste subentrano le lucky loser, ossia le giocatrici che hanno perso nell'ultimo turno ma che hanno una classifica più alta rispetto alle altre partecipanti che avevano comunque perso nel turno finale.

## Teste di serie
1. Wang Xinyu (qualificata)
2. Clara Burel (qualificata)
3. Martina Trevisan (ultimo turno, lucky loser)
4. Nadia Podoroska (qualificata)
5. Aljaksandra Sasnovič (qualificata)
6. Magdalena Fręch (qualificata)

1. Tamara Korpatsch (ultimo turno, lucky loser)
2. Clara Tauson (ultimo turno, lucky loser)
3. Wang Xiyu (qualificata)
4. Sara Sorribes Tormo (ultimo turno, lucky loser)
5. Jamie Loeb (ultimo turno)
6. Fernanda Contreras (ultimo turno)

## Qualificate
1. Wang Xinyu
2. Clara Burel
3. Wang Xiyu

1. Nadia Podoroska
2. Aljaksandra Sasnovič
3. Magdalena Fręch

### Lucky Loser
1. Martina Trevisan
2. Tamara Korpatsch

1. Clara Tauson
2. Sara Sorribes Tormo

## Tabellone

### Legenda
| - Q = Qualificato - WC = Wild card - LL = Lucky loser | - ALT = Alternate - SE = Special Exempt - PR = Protected Ranking | - w/o = Walkover - r = Ritirato - d = Squalificato |

### Sezione 1
|  | Primo turno | Primo turno   | Primo turno   | Primo turno | Primo turno |  |  | Secondo turno | Secondo turno | Secondo turno | Secondo turno | Secondo turno |  |
|  |             |               |               |             |             |  |  |               |               |               |               |               |  |
|  | 1           | Wang Xinyu    | Wang Xinyu    | 6           | 6           |  |  |               |               |               |               |               |  |
|  | Alt         | Ena Shibahara | Ena Shibahara | 2           | 3           |  |  | 1             | Wang Xinyu    | Wang Xinyu    | 7             | 6             |  |
|  | WC          | Rylie Hanford | 1             | 6           | 1           |  |  | 11            | Jamie Loeb    | Jamie Loeb    | 5             | 4             |  |
|  | 11          | Jamie Loeb    | 6             | 3           | 6           |  |  |               |               |               |               |               |  |

### Sezione 2
|  | Primo turno | Primo turno         | Primo turno         | Primo turno | Primo turno |  |  | Secondo turno | Secondo turno       | Secondo turno | Secondo turno | Secondo turno |  |
|  |             |                     |                     |             |             |  |  |               |                     |               |               |               |  |
|  | 2           | Clara Burel         | 2                   | 7           | 6           |  |  |               |                     |               |               |               |  |
|  |             | Dalayna Hewitt      | 6                   | 6           | 4           |  |  | 2             | Clara Burel         | 6             | 4             | 6             |  |
|  |             | Asia Muhammad       | Asia Muhammad       | 1           | 2           |  |  | 10            | Sara Sorribes Tormo | 3             | 6             | 1             |  |
|  | 10          | Sara Sorribes Tormo | Sara Sorribes Tormo | 6           | 6           |  |  |               |                     |               |               |               |  |

### Sezione 3
|  | Primo turno | Primo turno        | Primo turno        | Primo turno | Primo turno |  |  | Secondo turno | Secondo turno    | Secondo turno | Secondo turno | Secondo turno |  |
|  |             |                    |                    |             |             |  |  |               |                  |               |               |               |  |
|  | 3           | Martina Trevisan   | Martina Trevisan   | 6           | 7           |  |  |               |                  |               |               |               |  |
|  |             | Alana Smith        | Alana Smith        | 1           | 61          |  |  | 3             | Martina Trevisan | 1             | 6             | 3             |  |
|  |             | Valerija Strachova | Valerija Strachova | 4           | 1           |  |  | 9             | Wang Xiyu        | 6             | 3             | 6             |  |
|  | 9           | Wang Xiyu          | Wang Xiyu          | 6           | 6           |  |  |               |                  |               |               |               |  |

### Sezione 4
|  | Primo turno | Primo turno     | Primo turno     | Primo turno | Primo turno |  |  | Secondo turno | Secondo turno   | Secondo turno   | Secondo turno | Secondo turno |  |
|  |             |                 |                 |             |             |  |  |               |                 |                 |               |               |  |
|  | 4           | Nadia Podoroska | Nadia Podoroska | 6           | 7           |  |  |               |                 |                 |               |               |  |
|  |             | Erin Routliffe  | Erin Routliffe  | 1           | 65          |  |  | 4             | Nadia Podoroska | Nadia Podoroska | 6             | 6             |  |
|  |             | Victoria Hu     | Victoria Hu     | 3           | 2           |  |  | 8             | Clara Tauson    | Clara Tauson    | 3             | 4             |  |
|  | 8           | Clara Tauson    | Clara Tauson    | 6           | 6           |  |  |               |                 |                 |               |               |  |

### Sezione 5
|  | Primo turno | Primo turno          | Primo turno          | Primo turno | Primo turno |  |  | Secondo turno | Secondo turno        | Secondo turno | Secondo turno | Secondo turno |  |
|  |             |                      |                      |             |             |  |  |               |                      |               |               |               |  |
|  | 5           | Aljaksandra Sasnovič | Aljaksandra Sasnovič | 6           | 6           |  |  |               |                      |               |               |               |  |
|  |             | Hanna Poznichirenko  | Hanna Poznichirenko  | 4           | 2           |  |  | 5             | Aljaksandra Sasnovič | 7             | 4             | 6             |  |
|  |             | Jessie Aney          | Jessie Aney          | 2           | 3           |  |  | 12            | Fernanda Contreras   | 5             | 6             | 2             |  |
|  | 12          | Fernanda Contreras   | Fernanda Contreras   | 6           | 6           |  |  |               |                      |               |               |               |  |

### Sezione 6
|  | Primo turno | Primo turno      | Primo turno      | Primo turno | Primo turno |  |  | Secondo turno | Secondo turno    | Secondo turno    | Secondo turno | Secondo turno |  |
|  |             |                  |                  |             |             |  |  |               |                  |                  |               |               |  |
|  | 6           | Magdalena Fręch  | Magdalena Fręch  | 6           | 6           |  |  |               |                  |                  |               |               |  |
|  |             | Guillermina Naya | Guillermina Naya | 0           | 1           |  |  | 6             | Magdalena Fręch  | Magdalena Fręch  | 6             | 6             |  |
|  | Alt         | Miyu Katō        | 6                | 4           | 1           |  |  | 7             | Tamara Korpatsch | Tamara Korpatsch | 3             | 3             |  |
|  | 7           | Tamara Korpatsch | 3                | 6           | 6           |  |  |               |                  |                  |               |               |  |